# 정애연
정애연(1982년 11월 30일 ~ )은 대한민국의 배우이다.

## 주요 이력
2002년 연극배우 첫 데뷔하였고 이듬해 2003년 KBS 한국방송공사 TV 시리즈에 첫 출연하였다.

## 학력
- 대전법동중학교
- 동대전고등학교
- 대전대학교 현대무용학과 학사

## 연기 활동

### 드라마
- 2003년 KBS2 《결혼 이야기》
- 2005년 SBS 드라마 스페셜 《홍콩 익스프레스》 ... 정은하 역
- 2005년 MBC 일일연속극 《맨발의 청춘》 ... 나경주 역
- 2007년 SBS 금요드라마 《소금인형》 ... 서이현 역
- 2008년 CGV 금요드라마 《그녀들의 로망백서 - 스물 더하기 여덟》 ... 서미래 역
- 2008년 MBC 시즌드라마 《비포 & 애프터 성형외과》 ... 윤소진 역
- 2012년 SBS 드라마 스페셜 《부탁해요 캡틴》 ... 스튜어디스 사무장 역 (특별출연)
- 2012년 MBC 월화드라마 《골든타임》 ... 방희선 역
- 2012년 JTBC 월화드라마 《우리가 결혼할 수 있을까》 ... 정혜진 역
- 2013년 KBS2 월화드라마 《상어》 ... 이화영 역
- 2013년 MBC 아침드라마 《잘났어, 정말!》 ... 하애리 역
- 2013년 KBS2 월화드라마 《총리와 나》 ... 박나영 역
- 2014년 TV조선 주말드라마 《최고의 결혼》 ... 나연희 역
- 2014년 SBS 일일연속극 《달려라 장미》 ... 고아라 역
- 2015년 SBS 주말 특별기획 《이혼변호사는 연애중》 ... 피혜영 역 (특별출연)
- 2016년 MBC 월화드라마 《캐리어를 끄는 여자》
- 2016년 KBS2 일일연속극 《다시, 첫사랑》 ... 서여사 역
- 2017년 tvN 수목드라마 《부암동 복수자들》 ... 김정윤 역
- 2017년 SBS 주말 특별기획 《브라보 마이 라이프》 ... 윤지영 역
- 2018년 tvN 수목드라마 《마더》
- 2018년 KBS2 수목드라마 《슈츠》 ... 성유진 역
- 2019년 SBS 금토드라마 《의사 요한》 ... 주형우의 부인 역 (특별출연)
- 2020년 SBS 금토드라마 《편의점 샛별이》 ... 연애부 기자 황은하 역 (특별출연)
- 2021년 SBS 아침드라마 《아모르 파티 - 사랑하라, 지금》 ... 조민정 역
- 2021년 넷플릭스 웹드라마 《무브 투 헤븐: 나는 유품정리사입니다》 ... 마담 역
- 2021년 tvN 토일드라마 《악마판사》 ... 도연정 역
- 2022년 웹드라마 《미녀》 ... 신 역
- 2022년 tvN 토일드라마 《슈룹》
- 2022년 웹드라마 《우린 쓰레기가 아닙니다》 ... 김애리 역
- 2023년 웹드라마 《나의 작은별에게》 ... 차인영 역
- 2023년 웹드라마 《에필로그》 ... 이강현 역
- 2024년 SBS 금토드라마 《굿파트너》 … 김세희 역 (특별출연)
- 2024년 ENA 월화드라마 《유어 아너》 ... 마지영 역

### 영화
- 2003년 《여섯 개의 시선》 ... 주차 매표 요원 역
- 2004년 《아홉살 인생》 ... 김윤희 역
- 2008년 《그의 결혼식》 ... 지영 역
- 2009년 《슬픔보다 더 슬픈 이야기》 ... 제나 역
- 2010년 《아빠가 여자를 좋아해》 ... 보영 역
- 2010년 《첫사랑 열전》 ... 혜정 역
- 2012년 《킬링타임》 ... 혜림 역
- 2012년 《두 번의 결혼식과 한 번의 장례식》 ... 서영 역
- 2013년 《홀리》 ... 수진 역
- 2015년 《헬머니》 ... 소영 역
- 2015년 《어떤살인》 ... 면접관 1 역
- 2020년 《스웨그》 ... 이모 역
- 2021년 《발신제한》 ... 정호 아내 역
- 2023년 《빈틈 없는 사이》 ... 홍라경 역

### 뮤직비디오
- 2005년 윤도현 - 사랑했나봐
- 2005년 윤도현 - 길
- 2007년 이적 - 다행이다

## 방송
- 2008년 《I AM A MODEL 4》 ... MC

## 광고
- 2003 SK텔레콤 june - 청첩장 편
- 2003 OB 맥주 - 계단 편
- 2004 현대 M카드
- 2004 테이스터스 초이스 커피믹스 - 한채영 캠핑카 편
- 2004 SK텔레콤 - 끌리면 오라 시리즈
- 2005 KT 네스팟 스윙 - 마음을 흔들다
- 2005 스피드 011, 010
- 2009 휘닉스파크
- 2009 피엔지 헤드 앤 숄더
- 2009 노비타
- SK텔레콤 프렌즈 편
- 리복
- 2009 삼성 하하하 캠페인
- 2012 동양이지텍 - 스팀보이온수매트
- 2012 아이레보 - 게이트맨
- 2014 유한킴벌리 - 하기스 아기물티슈